# Valdemar Danell
Valdemar Danell, född den 29 maj 1866 i Järeda församling, Kalmar län, död den 1 september 1947 i Mörrums församling, Blekinge län, var en svensk skolman och präst. Han var bror till Hjalmar och Gideon Danell. 
Efter studier i Norrköping blev Danell 1884 student vid Uppsala universitet, där han avlade filosofie kandidatexamen 1888 och teoretisk teologisk examen 1892. Han var lärare vid Beskowska skolan i Stockholm 1893–1895 och 1896–1897 och vid Åhlinska skolan 1894–1909. Danell genomförde provår 1895–1896 och prästvigdes, efter befrielse från praktisk teologisk examen, för Linköpings stift 1897. Han var extralärare vid högre allmänna läroverket å Södermalm och lärare vid Palmgrenska samskolan 1897–1902 och blev adjunkt vid högre allmänna läroverket å Södermalm 1902. Danell var kyrkoherde i Mörrums och Elleholms församlingar 1910–1943. Han blev ledamot av Vasaorden 1936.